# Alcatel-Lucent Enterprise
Alcatel-Lucent Enterprise ist ein multinationales Technologieunternehmen mit Sitz in Colombes (im Großraum Paris), Frankreich. Das Unternehmen entwickelt und vertreibt Telekommunikations- und Netzwerklösungen und -services mit lokaler, cloudbasierter und hybrider Bereitstellung. Seit April 2016 ist Jack Chen CEO des Unternehmens.

## Geschichte

### Entstehung des Unternehmens
Am 1. Oktober 2014 löste sich der Geschäftsbereich Alcatel-Lucent Enterprise als neues Privatunternehmen vom Dachunternehmen Alcatel-Lucent. China Huaxin Post and Telecommunication Economy Development Center (später in China Huaxin Post and Telecom Technologies umbenannt), der Investor, erwarb für 202 Mio. EUR (254 Mio. USD) 85 % der Anteile, während Alcatel-Lucent 15 % der Anteile behielt.
2019 feierte Alcatel-Lucent Enterprise sein 100-jähriges Jubiläum. Das Unternehmen wurde 1919 gegründet, als Aaron Weil das Privattelefon erfand.

## Corporate Affairs

### Marke
Alcatel-Lucent Enterprise verwendet weiterhin den Markennamen Alcatel-Lucent, nun jedoch mit einer Lizenz von Nokia, das Alcatel-Lucent 2015 übernahm.

### Unternehmenskultur
Das Unternehmen beteiligt sich an Global Compact, der weltweit größten unternehmerischen Nachhaltigkeitsinitiative, und hat sich zu verantwortungsbewussten Geschäftspraktiken verpflichtet. Das Unternehmen bekennt sich zur Einhaltung von Compliance-Regeln, führt seine Geschäfte konsequent in Übereinstimmung mit den Rechtsgrundsätzen und befolgt strengste Maßstäbe für den globalen Umweltschutz. Hier einige Maßnahmen, mit denen das Unternehmen globale soziale Verantwortung übernimmt:
- Mercy Ships: Bereitstellung von Kommunikations- und Netzwerklösungen zur Unterstützung der humanitären Arbeit der Organisation, die Bedürftigen Zugang zu lebenswichtiger medizinischer Versorgung verschafft.

- Qhubeka: Unterstützung dafür, dass Kinder in Afrika mit dem Fahrrad zur Schule fahren können.

### Verhaltenskodex
Der Verhaltenskodex von Alcatel-Lucent Enterprise umfasst 12 Punkte für verantwortungsbewusstes Handeln in den Bereichen Ethik, Integrität und Compliance. Die Mitarbeiter und Manager von ALE werden für die Einhaltung dieser Standards zur Rechenschaft gezogen.

### Standorte
Der Sitz von Alcatel-Lucent Enterprise befindet sich im französischen Colombes am Stadtrand der Hauptstadt Paris. Darüber hinaus beschäftigt ALE Mitarbeiter in Niederlassungen in mehr als 46 Ländern weltweit.